# Маковњача
Штрудле су важиле за специјалитет хабзбуршког двора. Реч води порекло од немачке речи Strudel која означава вртлог. Овај колач од квасног теста лако се одомаћио у нашим крајевима а посебно у Војводини. Нарочито је популарна штрудла маковњача. Служи се топла и хрскава, а њена припрема изискује посебне услове. Углавном се прави од мака, па је пре свега потребно добро осушити семе мака и самлети га.
Поред маковњаче прави се и штрудла са сиром, орасима, вишњама и сувим грожђем.